# Cycle du phosphore
Le cycle du phosphore est un cycle biogéochimique mettant en jeu le phosphore.
Le phosphore est un constituant indispensable de la matière organique, même si son importance pondérale est relativement faible par rapport à l'azote ou au potassium. Son rôle est lié au stockage et transfert d'énergie (ATP), et à la formation de nombreux composés structurels (acides nucléiques, nucléotides, phospholipides, coenzymes,…).
Le phosphate est un élément limitant de nombreux écosystèmes terrestres, faute de réservoir atmosphérique; car sa disponibilité est directement liée à l’altération superficielle des roches.
Le cycle du phosphore est unique parmi les cycles biogéochimiques majeurs, car il ne possède pas de composante gazeuse ; il n’affecte pratiquement pas l'atmosphère terrestre.
De plus, l’effet limitant du phosphore est perturbé par des apports anthropiques, ce qui peut causer des problèmes environnementaux d’eutrophisation. Les humains ont provoqué des changements majeurs au cycle mondial du phosphore, par l'exploitation industrielle de minéraux phosphorés, et l'utilisation d'engrais phosphorés, ainsi que par l'expédition de nourriture des fermes vers les villes, où elle est perdue sous forme d'effluent.

## Généralités

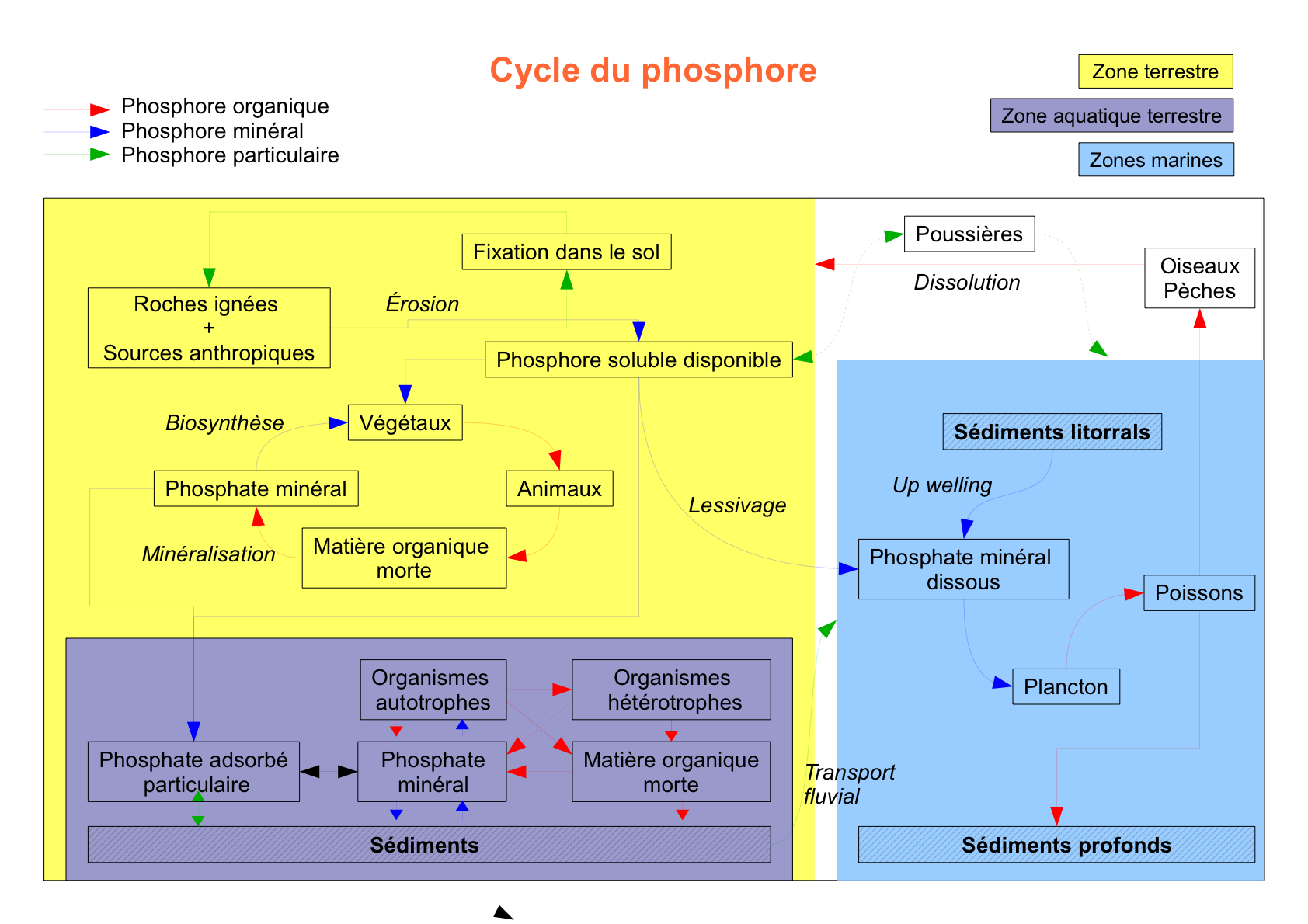
Schéma du cycle du phosphore.

Sa forme terrestre la plus fréquente est le phosphate : un atome de phosphore entouré de quatre atomes d’oxygène (PO43-). Sous cette forme il est notamment l'un des composants du squelette des êtres vivants, et des dents des vertébrés. Il est en outre essentiel à la fabrication de nombreuses molécules vitales dont les protéines et les acides nucléiques : ARN et ADN. Il dérive généralement de l’altération des phosphates de calcium des roches de la surface de la lithosphère, de type volcanique comme l'apatite. 
Il se distingue aussi des autres cycles par le fait que le transfert du phosphore d’un réservoir à un autre n’est quasiment pas contrôlé par des réactions microbiennes, comme c’est le cas dans d’autres cycles biogéochimiques, car les bactéries « phosphorisantes » sont rares,. Le phosphore circule néanmoins dans les différents compartiments lithosphériques, en milieu aquatique et terrestre et dans les réseaux trophiques.

## Cycle marin
Le phosphore est un élément peu abondant dans la lithosphère et n’a pas de réservoir atmosphérique. Aux pH des eaux superficielles, le phosphore minéral est sous forme d’ions H2PO4− et HPO42−, on dose en général la somme de 2 formes exprimée en orthophosphatases : PO43−.
La dissociation s'effectue à partir de l'acide phosphorique selon la formule suivante : 
H3PO4 ⇔ H2PO4− + H+ ⇔ HPO42− + 2H+ ⇔ PO43− + 3H+
Le phosphore se trouve originellement dans les roches qui composent le globe terrestre. Il arrive dans le milieu marin de plusieurs façons :
- Phosphore issu des sols, résultant de l’érosion éolienne et hydrique des roches contenant les minéraux primaires phosphatés tels la fluorapatite.
- Phosphore provenant du lessivage de sols cultivés, qui s'y trouve sous forme adsorbé, minéral (de type apatite), et organique ou d'engrais excédentaire.
- Phosphore qui est contenu dans les effluents domestiques (en majorité détergents phosphatés, urines et selles).
- Remontées sources marines chaudes et volcanisme marin

Le passage du phosphore organique à inorganique est assuré par les bactéries (eubacillus et bacillus) ou des champignons (saccharomyces et penicillium).
Les sédiments marins sont un piège à phosphore. Ils reçoivent le phosphore particulaire et peuvent adsorber celui qui est dissous.  La concentration du phosphate dans le sédiment est de l’ordre de 0,02 à 0,1 mg/cm3. Le phosphore dans le sédiment se fossilise pour devenir de l'apatite : diagenèse.
La couche superficielle des sédiments fins est bien oxydée (bioturbation) et va constituer une barrière efficace s’opposant au transfert du phosphore des sédiments vers l’eau. Le fer contenu dans la zone oxydée se trouve à l’état d’hydroxyde ferrique, qui fixe très fortement le phosphore par adsorption ou complexation, et l’empêche de traverser cette couche. On a petit à petit enfouissement du phosphore. Par contre, si le dioxygène vient à manquer à l’interface eau-sédiment, les hydroxydes ferriques sont réduits et la barrière se dissipe, le phosphore est diffusé librement dans l’eau. Les hydroxydes de manganèse étant réduits avant les hydroxydes ferriques, l'apparition de manganèse dans l'hypolimnion est un signe précurseur de l'apparition du fer et du phosphore. Au mélange total, l'apport d’O2 reconstitue la couche oxydée et capturé à nouveau par les hydroxydes ferriques, le phosphore de l'hypolimnion est précipité et immobilisé.
L'inertage puis enfouissement du phosphore dans les sédiments représente une perte pour les écosystèmes. Les animaux fouisseurs du sédiment peuvent cependant en réintroduire une partie dans le cycle (ex : certains chironomidae et tubifex en eau douce, ou de nombreux Polychètes dans les sédiments marins). On parle de cycle ouvert, puisque ce phosphore est perdu pour les cycles biologiques. D'un point de vue purement géologique, ce phosphore pourra redevenir disponible pour les organismes vivants au bout d'un certain temps. C'est donc un cycle fermé du point de vue d'un temps géologique, mais c'est un cycle ouvert du point de vue d'un temps biologique.
Le cycle biologique du phosphore est lié à la chaîne alimentaire et commence avec le plancton. Par des phénomènes de remontées d'eau (« upwellings ») et à partir du phosphore terrigène apporté par le ruissellement, une partie du phosphore est assimilée par le phytoplancton. Ce phytoplancton est ensuite assimilé par le zooplancton, les poissons ou des mollusques. Ces mêmes poissons peuvent être mangés par des oiseaux marins qui permettent au phosphore de revenir en partie sur la terre ferme à travers leurs excréments et leurs cadavres. La faune joue de manière générale un rôle important et longtemps sous-estimé dans le cycle du phosphore. De même la remontée des saumons (qui meurent après la ponte dans le haut des bassins versants) permet de ramener de petites quantités phosphore à la terre, en quantités faibles à l'échelle des continents mais localement très significatives. La pêche contribue aussi à réintroduire du phosphore à terre.

## Cycle terrestre
Le phosphore minéral des roches ignées est insoluble (phosphate de calcium, de fer, d’aluminium par exemple) à des pH inférieurs à 6 ou supérieurs à 7. 
Dans les sols, sa spéciation est plus complexe car il est adsorbé par les minéraux (oxydes Fe, Al, argiles), immobilisé sous des formes minérales (secondaires et primaires, par exemple l'apatite) et organiques (phytates). Sous cette forme, le phosphore est inexploitable par les consommateurs primaires tels que les plantes en milieu terrestre. Pour que cela soit faisable, il doit être sous la forme d'ions phosphate en solution tel le PO43− qui peut se présenter sous différentes formes conjuguées comme l'ion hydrogénophosphate : HPO42− pouvant lui-même se conjuguer pour donner l'ion dihydrogénophosphate : H2PO4−. Le phosphore doit être désorbé des phases minérales du sol, libéré par la dissolution des minéraux phosphatés, ou bien le phosphore organique doit être dégradé par des enzymes spécifiques (phosphatases) pour que les ions phosphates soient à disposition des plantes. C’est ainsi que le phosphore fait son entrée dans le cycle terrestre.
De là, le phosphore dissous peut soit s’écouler vers les océans et rejoindre le cycle marin du phosphore, soit se restreindre à un cycle exclusivement terrestre (du moins jusqu’à un retour à l’état insoluble dans le sol). 
Dans ce dernier cas, les écoulements continentaux observent un cycle annuel, dans lequel le phosphore sous forme dissoute atteint son maximum au printemps, moment où la biocœnose en est la plus demandeuse. Cette concentration des ions phosphate dans les eaux printanières vient de l’accumulation des alluvions et vases en milieu lacustre à la suite de la stratification hivernale, lorsque l’inversion printanière produit l’homogénéisation thermique de la masse d’eau concernée.
Une fois les ions phosphate absorbés par les plantes autotrophes, le phosphore est intégré dans les différents niveaux de réseaux trophiques, allant des consommateurs jusqu’aux décomposeurs, et devient donc du phosphate organique. Le retour à la terre de ce phosphate organique se fait par sédimentation de la matière organique morte et des excréments des animaux, grâce à l’action combinée des organismes saprophages et des micro-organismes décomposeurs. On obtient alors du phosphore sous forme d’orthophosphates minéraux.
Pour le phosphore ayant rejoint le milieu marin, un retour à la terre peut se faire de deux manières :
- Voie lente : La sédimentation de la matière organique phosphatée dans les fonds océaniques permet le passage du phosphore de la biosphère aux roches phosphatées fossilisées. Celles-ci rejoignent ensuite les sols continentaux par le biais de la tectonique des plaques, notamment par le phénomène de l’orogenèse.
- Cycle court et de moyen terme : La consommation et bioconcentration du phosphore par la faune marine (cf. cycle du phosphore en milieu marin) rend cette dernière riche en l’élément phosphore. Les activités de pêcherie, la remontée vers les têtes de bassins versants de poissons amphihalins (ex saumons, truites de mer, lamproies) ainsi que les dépôts sur terre de guano par les oiseaux marins (grands consommateurs d’organismes marins) permettent ainsi le retour d'une partie du phosphore marin en milieu terrestre.

## Le cycle du phosphore, avant l'Anthropocène
Le phosphore est si important qu'il est considéré comme un macronutriment (par rapport aux oligoéléments qui ne sont vitalement nécessaires qu'en très faibles quantité). Toute carence en phosophore est réputée fortement limiter la productivité primaire notamment dans les océans. Néanmoins comme l'ont montré les pollutions dues aux rejets de phosphates des lessives au XXe siècle, un excès de phosphore dans l'eau est rapidement source de graves déséquilibres écologiques (dystrophisation).
On s'est donc intéressé aux variations du phosphore durant les périodes géologiques passées  et en particulier depuis 3,5 milliards d'années notamment lors des crises d'extinction,,,. Les géologues ne savent pas encore avec certitude si le phosphore a toujours été un facteur aussi limitant que de nos jours, ni s'il a modéré les relations Océan-atmosphère-terres émergées tout au long de l'histoire de la vie et comment son cycle est éventuellement stabilisé dans les écosystèmes. 
Des indices d'abondance en phosphore dans les roches sédimentaires marines commencent à être disponibles pour les 3,5 milliards d'années précédentes. Selon ces données, l'enfouissement du phosphore néoformé semble avoir toujours été relativement faible dans les environnements marins peu profonds et ce jusqu'à environ 800 à 700 millions d'années. Une hypothèse explicative serait que cet enfouissement limité du phosphore (avant cette époque) pourrait être dû à la biolimitation du phosphore, qui a entraîné chez les producteurs primaires des stoechiométries élémentaires très différentes du ratio de Redfield (rapport atomique entre carbone, azote et phosphore dans le phytoplancton). 
En intégrant ces bilans passés pour le phosphore dans des modèles biogéochimiques quantitatifs, Christopher T. Reinhard & al en 2016 estiment que la combinaison d'une augmentation de l'enfouissement de phosphore dans des océans anoxique, riche en fer,, et une bistabilité pourrait avoir abouti à un monde stable pauvre en oxygène (et donc plus exposé aux UV solaires faute de couche d'ozone aussi protectrice qu'aujourd'hui). Il semble que dans le passé lointain un certain recyclage du phosphore à partir de sédiments marins sous une eau anoxique pouvait se produireLa combinaison de ces facteurs pourrait expliquer l'oxygénation progressive de la surface de la Terre durant 3,5 milliards d'années de l'histoire de la Terre. Mais cette analyse suggère également qu'un changement fondamental du cycle du phosphore serait survenu durant l'éon du Protérozoïque tardif  (Néoprotérozoïque, entre 800 et 635 millions d'années). Ce changement a coïncidé avec un changement précédemment inféré aux états redox marins, associé à de graves perturbations du système climatique, et à l'émergence des animaux ,.

## Apport anthropique et eutrophisation
Le principal problème causé par les perturbations du cycle du phosphore par l'homme, via les engrais phosphatés notamment est l’eutrophisation voire la dystrophisation des milieux aquatiques, notamment des milieux fermés comme les lacs. 
Les excès de phosphore minéral se conjuguent aux excès d'azote et de carbone qui finissent par rejoindre les lac et/ou la mer via les cours d'eau ou le bassin versant. Ce phosphore peut provenir des amendements et engrais utilisés par l’agriculture intensive qui les incorpore aux sols pour améliorer la croissance des cultures. Le phosphore des engrais provient de gisements de craie phosphatée ou de guano. 
Il peut aussi venir des effluents de STEP (station d'épuration), qui ne subissent pas de déphosphatation (ce phosphore-là provient notamment des lessives et de l'urine des humains).
L'excès de phosphore conduit à une hyperfertilisation du milieu, qui augmente la production primaire. Ceci se traduit dans l'eau par un bloom phytoplanctonique conduisant à un bloom zooplanctonique. Lors de leur mort, ces organismes tombent et sont minéralisés par les bactéries minéralisatrices. Plus le bloom est important, plus ces bactéries vont se développer, et plus la demande en O2 sera importante pour les phénomènes de respiration et de minéralisation. De plus, des macrophytes (des lentilles d’eau par exemple) se développent en surface et jouent le rôle de barrière à la lumière pour les cyanobactéries et le phytoplancton. La consommation d’O2 devient supérieure à la production d’O2. Ceci entraîne donc une raréfaction d’O2 dans les fonds, et à moyen terme l’anoxie du milieu. À cela s’ajoute la libération de phosphore par les sédiments. En effet, pour les lacs oligotrophes ou mésotrophes, le phosphore dissous se complexe avec le fer oxydé et est stocké dans les sédiments. Or, en absence d’O2, ce fer est réduit et ne peut, d’une part, plus se complexer avec le phosphore présent, mais d’autre part, libère celui qui était initialement stocké. Le lac reçoit alors un apport supplémentaire en phosphore dissous qui ne fait qu’alimenter le phénomène d’eutrophisation. L’absence d’O2 engendre la mort de nombreux êtres vivants qui utilisent l’O2 pour respirer, ainsi que l’apparition de composés réducteurs et de gaz toxiques pour la vie aquatique tels que le méthane et les thiols.
Dans les océans, la faune marine et la pêche ne remontent plus le phosphore des zones mortes vers le milieu terrestre. La remontée du phosphore vers le milieu terrestre se fait alors essentiellement par orogenèse. Celle-ci étant extrêmement lente, elle ne compense pas les pertes de phosphore du milieu terrestre. Les activités humaines favorisent ainsi l'ouverture du cycle du phosphore.
Pour pallier le phénomène d’eutrophisation, plusieurs solutions existent. En tout premier lieu, les apports en amont peuvent être réduits, notamment les amendements dont l’utilisation pourrait être raisonnée. Certaines pratiques agricoles, comme la culture sans labour, limitent l'érosion des sols. De même, les effluents de STEP qui peuvent subir une déphosphatation lors de leur traitement. Des méthodes physiques sont aussi efficaces comme l’aération des fonds et le dragage des sédiments,,,.